# 유가 푸라나
유가 푸라나는 산스크리트어 문헌이자 점성술 문헌인 브리다 가르기야 삼히타의 마지막 장이다. 이 문헌은 푸라나 문헌 중 소수 문헌으로도 간주된다.

## 목차

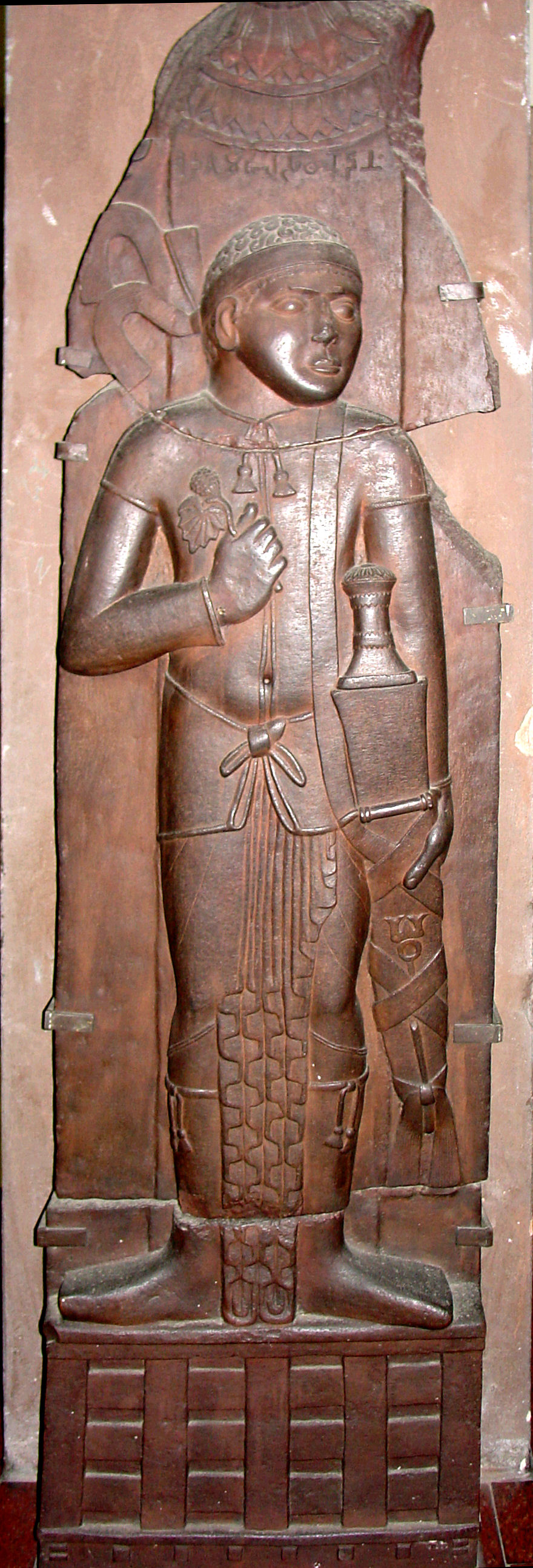
기원전 100년경 바르후트에서 발견된 인도-그리스 전사를 묘사한 부조

유가 푸라나는 연대기 형식으로 구성되어 있으며, 예언 형식으로 제시된 역사적 정보가 특징이다. 이 문헌은 알렉산드로스 대왕 이후 인도에 진출한 그리스인과 마우리아 제국의 수도인 파탈리푸트라를 정복한 인도-그리스 왕국에 대한 상세한 설명을 포함하는 유일하게 현존하는 인도 문헌이다. 이 문헌은 신화를 포함하고 있지만, 마가다 제국, 마우리아 제국의 황제 살리수카, 숭가 왕조, 야바나, 사카를 연대순으로 기록하고 있다. 이 기록은 "예언"(미래 시제)의 방식으로 묘사되어 있으며, 마치 문헌이 기록된 인류 역사가 시작되기 전에 쓰인 것처럼 보인다.
야바나족(즉, 기원전 180년경 데메트리오스 1세 아니케토스 또는 메난드로스 1세 휘하의 인도-그리스 왕국)의 침략은 다소 상세한 설명으로 묘사되어 있다.
"사케타, 판찰라와 마투라의 땅을 정복한 후, 사악하고 용감한 야바나족은 쿠수마드바자("꽃의 표준 도시", 파탈리푸트라)에 도달할 것이다. 파탈리푸트라의 두꺼운 진흙 요새에 도달하면 모든 지방은 의심할 여지 없이 무질서해질 것이다. 결국 나무 같은 기계(공성 기계)로 큰 전투가 뒤따를 것이다." (가르기 삼히타 5단락, 유가 푸라나)
"야바나족(그리스인)이 지휘하고, 왕들은 사라질 것이다. (그러나 결국) 전투에 취한 야바나족은 마디야데샤(중앙국가)에 머무르지 않을 것이다. 의심할 여지 없이 그들 자신의 나라(박트리아)에서 내전이 일어날 것이며, 끔찍하고 맹렬한 전쟁이 있을 것이다." (가르기 삼히타, 유가 푸라나 장, 7번)

## 필사본과 날짜
유가 푸라나의 현존하는 필사본은 상태가 좋지 않으며, 학자들은 역사적으로 매우 심하게 손상되었다고 여긴다. 하지만 최근의 "연구는 [...] 더 받아들일 수 있는 텍스트를 확립하는 데 관심을 기울여 왔다." 그 중요성은 논쟁의 여지가 있으며, 제목에 푸라나가 포함된 "가장 오래 살아남은 텍스트"일 가능성부터 "매우 늦고 가치 없는" 필사본이라는 주장까지 다양하다. 발견된 소수의 필사본은 매우 일관성이 없으며, 20세기 초의 번역가들은 텍스트의 고유 명사를 "자유롭게 변경"하여 필사본이 의도했을 "진실에 대한 추측"에 도달함으로써 필사본을 재구성했다. 20세기 초의 학자들(1912년 플릿, 그리고 나중에 1938년 윌리엄 타른)은 이 텍스트가 후기 텍스트라고 주장하며 유가 푸라나를 역사적으로 가치 없는 것으로 일축했고, 타른은 "물론 확실할 수는 없다"고 덧붙였다. 그러나 이 상황은 인도학자 존 미치너가 8개의 필사본을 더 발견함으로써 개선되었으며, 그는 텍스트의 완전한 번역본을 완성했다.
산스크리트어 학자 루도 로셰는 "유가 [푸라나]는 주로 역사적 문서로서 중요하다. 그것은 마가다 제국의 사실적인 연대기 [...]이며, 숭가의 붕괴와 사카의 도래까지를 다룬다. 마가다에서의 야바나족의 침략과 철수에 대한 묘사가 독특하다."
존 미치너는 이 텍스트에서 발견되는 고풍스럽고 특이한 산스크리트어 때문에 기원전 25년경으로 추정하여, 이 텍스트를 유용하고 중요하며 가장 오래된 푸라나 중 하나로 제시한다. 미치너는 필사본 자체가 18세기 또는 19세기에 원본에서 복사되었을 가능성이 높지만, 다양한 필사본에 대한 계통학적 연구는 "기원후 1000년보다 상당히 이전"의 원본에서 파생되었음을 나타낸다고 언급한다. 일부 학자들은 이 점성술 관련 텍스트의 기원을 기원전 1세기에서 기원후 3세기 사이로 본다. 다른 학자들은 이 텍스트가 프라크리트어와 산스크리트어가 혼합되어 쓰여졌다고 제안하지만, 이를 텍스트의 "극심한 손상" 때문으로 돌린다. 텍스트의 허용 가능한 버전에 대한 합의는 없다. 그러나 이 상황은 인도학자 존 미치너가 8개의 필사본을 더 발견함으로써 개선되었으며, 그는 텍스트의 완전한 번역본을 완성했다.

### 설명주
1. ↑  기원전 2세기 파탄잘리의 산스크리트어 문법 논문인 마하바샤와 기원후 4세기 또는 5세기 칼리다사의 희곡 말라비카그니미트람에는 푸시야미트라 숭가와의 인도-그리스 침입 및 갈등에 대한 "간략한 언급"이 포함되어 있다.[5]

### 참조주
1. ↑  Rocher 1986, 253쪽.
2. ↑  Mitchiner 2002.
3. 1 2 3 4 5  Rocher 1986, 253–254쪽.
4. 1 2  A Comprehensive History Of Ancient India, Sterling Publishers Pvt. Ltd, 2003, p.90
5. ↑  Mitchiner 2002, vii, 56쪽.
6. ↑  William Woodthorpe Tarn (2010). 《The Greeks in Bactria and India》. Cambridge University Press. 452–456쪽. ISBN 978-1-108-00941-6.
7. ↑  The Sungas, Kanvas, Republican Kingdoms and Monarchies, Mahameghavahanas, Dilip Kumar Chakrabarti, p.6
8. ↑  The Sungas, Kanvas, Republican Kingdoms and Monarchies, Mahameghavahanas, Dilip Kumar Chakrabarti, p.6
9. ↑  Rocher 1986, 254 with footnotes쪽.
10. ↑  William Woodthorpe Tarn (2010). 《The Greeks in Bactria and India》. Cambridge University Press. 454–455쪽. ISBN 978-1-108-00941-6.
11. ↑  Rocher 1986, 254 with footnote 534쪽.
12. ↑  William Woodthorpe Tarn (2010). 《The Greeks in Bactria and India》. Cambridge University Press. 453쪽. ISBN 978-1-108-00941-6.
13. 1 2  Mitchiner 2002, 20쪽.
14. ↑  Rocher 1986, 254–255쪽.
15. ↑  Yuga Purana, J Mitchiner (Translator), pages vii-viii, 3-5, 81-82
16. ↑  Yuga Purana, J Mitchiner (Translator), pages 5, 22-24
17. ↑  Rocher 1986, 254쪽.

## 참고 문헌
- Rocher, Ludo (1986). 《The Puranas》. Otto Harrassowitz Verlag. ISBN 978-3447025225.
- Mitchiner, John E. (2002). 《The Yuga Purana》. Reprint. Kolkata, The Asiatic Society. ISBN 81-7236-124-6.